# Васильєв Василь Юхимович
Васи́ль Юхи́мович Васи́льєв (нар. 8 (20) березня 1890, Єлисаветград — 14 серпня 1956, Київ) — український радянський вчений у галузі металургії, професор, доктор технічних наук, член-кореспондент АН УРСР (з 22 лютого 1939 року).

## Життєпис
Народився 8 (20 березня) 1890 року в Єлисаветграді. Після закінчення в 1914 році Київського політехнічного інституту працював на заводах Уралу; з 1918 року викладав у Київському політехнічному інституті. В 1939—1949 роках працював у Інституті чорної металургії, з 1950 року — в Інституті проблем лиття АН УРСР.
Нагороджений двома орденами Леніна, орденом Трудового Червоного Прапора, медалями.

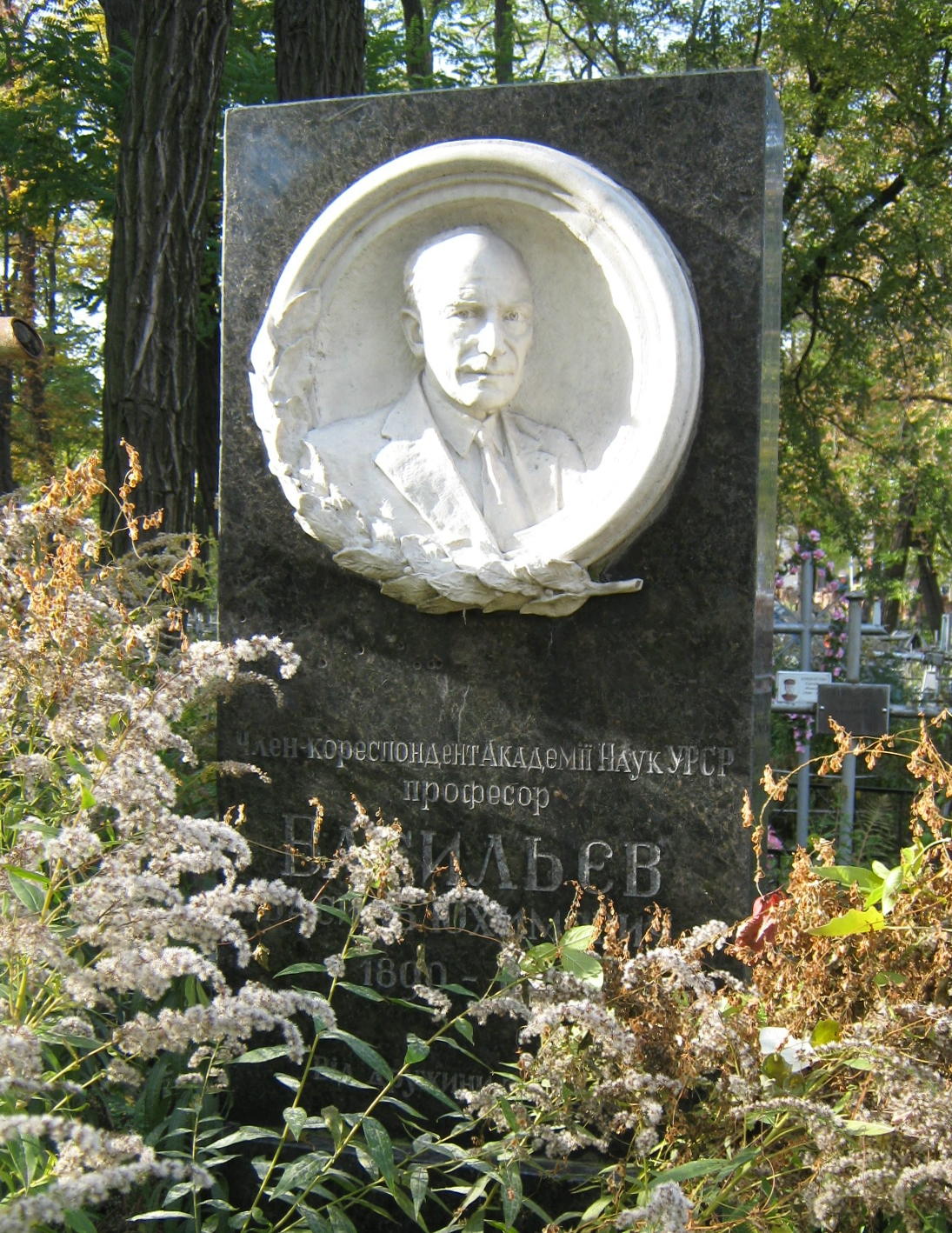
Могила Василя Васильєва

Помер 14 серпня 1956 року. Похований в Києві на Лук'янівському цвинтарі (ділянка № 16, ряд 6, місце 5). Надгробок — висока прямокутна стела з чорного граніту, медальйон з білого мармуру. Скульптор Морозов.

## Наукова робота
Під керівництвом Васильєва досліджено і впроваджено у виробництво хімічно стійкі сплави, магнезіальні шлаки.
Твори: «Доменная плавка на устойчивых шлаках». К., 1956.